# Nils Åkesson (fysiker)
Nils Åkesson, född 12 april 1887 i Åhus församling, Kristianstads län, död 1 juni 1959 i Malmö, var en svensk fysiker och läroverkslektor.
Åkesson, som var son till Åke och Anna Svensson, avlade studentexamen i Kristianstad 1906, blev filosofie kandidat vid Lunds universitet 1910, filosofie magister 1911, filosofie licentiat 1915 och filosofie doktor 1916. Han var amanuens vid fysiska institutionen vid Lunds universitet 1913 och 1916, assistent vid fysiska och radiologiska institutet i Heidelberg 1914–1915, föreståndare för AB Thulinverkens i Landskrona materialprovningsanstalt 1917–1919, lärare vid Blekinge läns folkhögskola 1910–1911, vid Hvilans folkhögskola 1911–1913 och 1915–1916 samt lektor i matematik och fysik vid högre tekniska läroverket i Malmö från 1919. Han skrev gradualavhandlingen Über die Geschwindigkeitsverluste bei den langsamen Kathodenstrahlen und über deren selektive Absorption (1916) samt artiklar i fysiska ämnen i fackpublikationer.